# The Archers
The Archers – radiowa opera mydlana, która nieprzerwanie gości na antenie sieci BBC od ponad 70 lat. To w gruncie rzeczy wielka saga rodzinna ukazująca przygody społeczności mieszkającej w niewielkim angielskim miasteczku Ambridge. 
Pierwsze eksperymentalne odcinki programu radio BBC nadało w Wielkiej Brytanii w 1950 roku. Ówczesny producent serialu, Godfrey Baseley, pracował nad programami informacyjnymi dla farmerów i postanowił spróbować nowej metody – słuchowiska.
Baseley miał nadzieję, że farmerzy będą nie tylko słuchać audycji, ale również uczyć się nowoczesnych metod gospodarowania na roli, o których rozmawiali bohaterowie słuchowiska. Był to strzał w dziesiątkę i odtąd słuchowisko na trwałe wpisało się w historię brytyjskiego radia publicznego.
Program emitowany jest bez przerwy od 1 stycznia 1951 r. i ciągle cieszy się olbrzymią popularnością wśród słuchaczy. Współtworzą go kolejne pokolenia aktorów i radiowców, a w Internecie powstają społeczności osób „uzależnionych” od serialu. 
Aż do 1972 roku audycja miała typowo edukacyjny charakter, pogłębiający wiedzę farmerów na temat gospodarki i społeczeństwa. W kolejne odcinki wplecione były wątki, które pozwalały wielu osobom lepiej uprawiać rolę i rozwijać swoje gospodarstwa. 
Słuchowisko nadaje dziś Program 4 BBC, ale obecnie jest to w większym stopniu audycja o charakterze rozrywkowym, choć i tak z dużym ładunkiem treści dotyczących życia mieszkańców terenów wiejskich. Scenariusz słuchowiska często nawiązuje do aktualnych wydarzeń w życiu społecznym, gospodarczym i politycznym Wielkiej Brytanii, co daje praktycznie nieograniczone możliwości rozwoju akcji.
Warto dodać, że sukces radiowy „The Archers” przyczynił się także do powstania polskich słuchowisk takich jak „Matysiakowie”, czy „W Jezioranach” na antenie Polskiego Radia.

## Słuchowisko w Internecie
Na stronie internetowej słuchowiska można znaleźć pełną genealogię rodziny Archers, jak również wszystkie informacje o kolejach losów bohaterów audycji. Są tam też dostępne audycje i ich streszczenia, wywiady z aktorami, nieoficjalne informacje z planu nagrań, quizy, pocztówki i e-kartki z Ambridge i wiele innych materiałów.